# 20658 Bushmarinov
20658 Bushmarinov è un asteroide della fascia principale. Scoperto nel 1999, presenta un'orbita caratterizzata da un semiasse maggiore pari a 2,3971936 UA e da un'eccentricità di 0,1123350, inclinata di 6,10896° rispetto all'eclittica.